# Selección femenina de rugby league de Tonga
La Selección femenina de rugby league de Tonga representa al país en competiciones de selecciones nacionales de rugby league.
Su organización está bajo el control de la Tonga National Rugby League. 

## Historia
Se formó por primera vez en 2003 con la finalidad de representar al país en la Copa mundial de 2003, terminando en el octavo lugar.
En el Mundial de 2008 perdió todos sus encuentros (Samoa, Pacific Islands, Nueva Zelanda, Rusia), en la definición del séptimo puesto perdió con Francia por un marcador de 4-34, finalizando en la quinta posición.

## Participación en copas
| - 2000: sin participación - 2003 : 8° puesto - 2008 : 8° puesto - 2013 al 2021 : no clasificó | - 2018 : 4° puesto |